# モンテネグロ鉄道

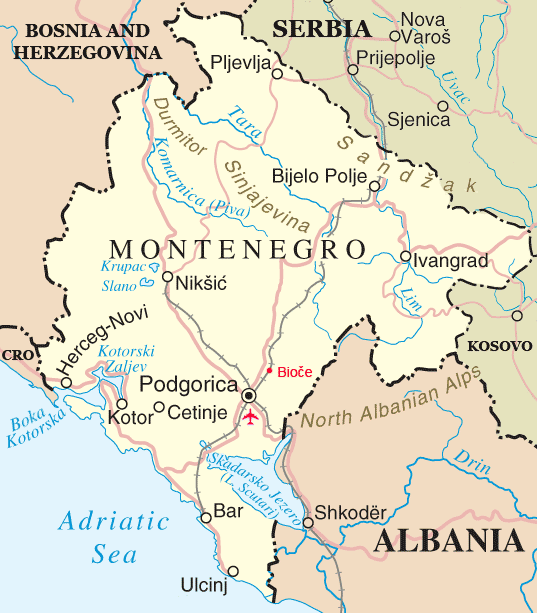
モンテネグロの鉄道網

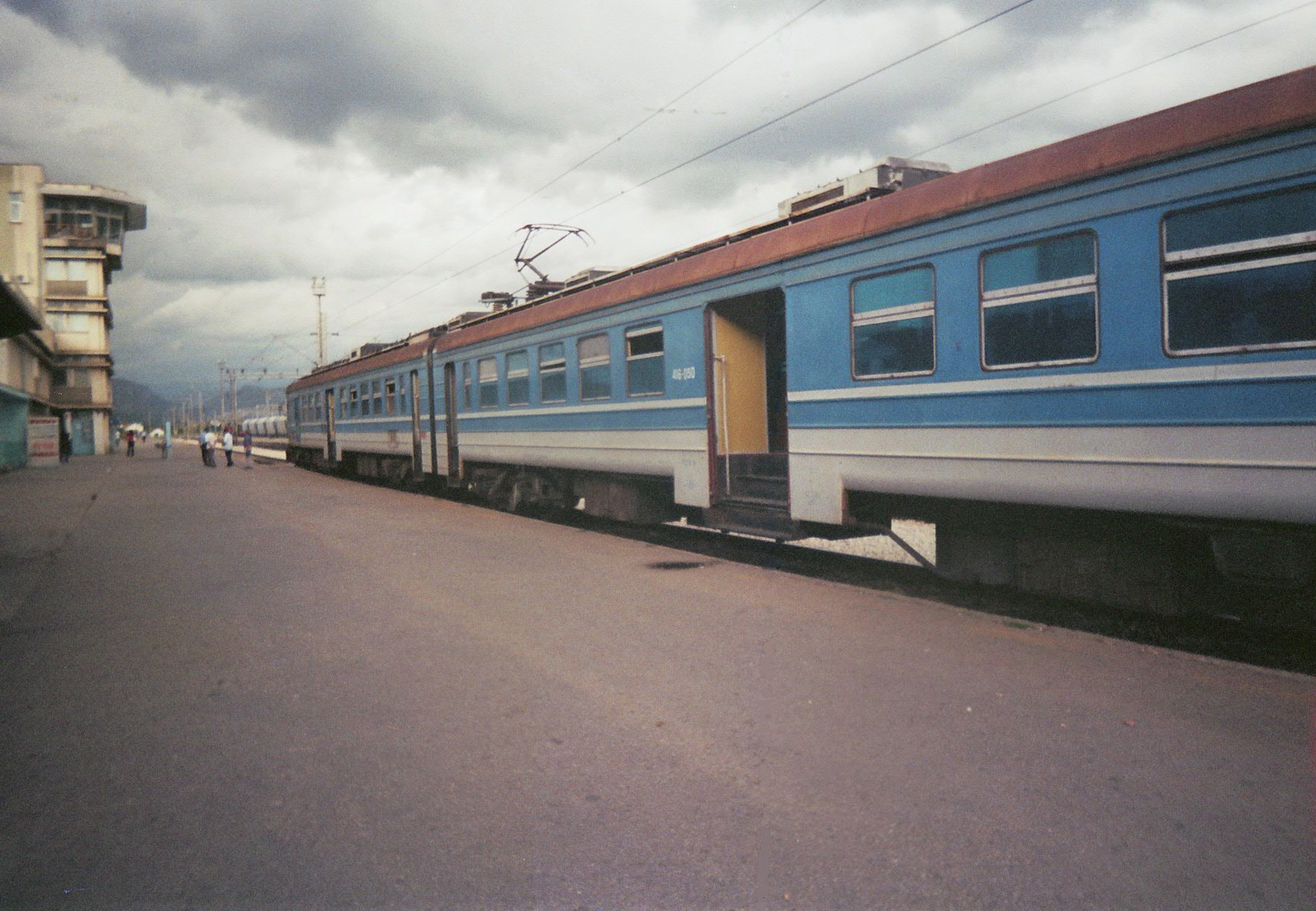
モンテネグロ鉄道の列車

モンテネグロ鉄道（モンテネグロ語:Жељезница Црне Горе / Željeznica Crne Gore (ŽCG)）は、モンテネグロの国営鉄道会社である。旅客、貨物輸送を主に機関車や車両、路線施設のメンテナンス、駅施設などの管理を行っている。他のヨーロッパ諸国のように上下分離方式は行われていない。営業距離は250kmで、そのうち162kmについては交流25kv50Hzの電化区間になっている。合計58kmになる121箇所のトンネルと120箇所の橋梁、9箇所の地下区間、440箇所の暗渠が含まれる。軌間は標準軌である。

## 路線網
モンテネグロ鉄道の路線網はベオグラード＝バール鉄道を基幹としている。1970年代終わりに完成した同路線は世界一高い橋梁として有名なマラ・リイェカ橋梁や6.2kmに及ぶソジナ・トンネルなどを特徴とする山岳路線である。モンテネグロ領内の三分の一はトンネルと橋梁の区間で占められている。全線電化が完成しているのはこの区間だけで、ポドゴリツァ - ニクシッチは現在電化が進められている。1990年代は慢性的な資金不足により鉄道網の荒廃が進み、安全性が損なわれてしまった。その結果、47名の死者を出すビオチェでの列車脱線事故が発生し、ベオグラード＝バール鉄道の再建工事が始められている。
モンテネグロの鉄道は1908年に軌間750mmの路線がバール - ヴィルパザル（Virpazar）間30kmで開通したのが最初である。その後、支線がニクシッチを起点に運行を開始した。
ポドゴリツァ - ニクシッチ間56.6kmは1948年に狭軌鉄道として建設され、1965年に標準軌に改良された。1992年より貨物線として使用されており特にニクシッチで生産されたボーキサイトをポドゴリツァのアルミニウム工場へ輸送するために使われている。最高速度は30km/hに制限されている。現在改良工事が行われ電化も進められており、2009年以降旅客輸送も開始される予定で、その際には最高速度75～100km/hへ引き上げられる。
ポドゴリツァと隣国アルバニアの都市シュコドラを結ぶ路線は、アルバニアの首都であるティラナまで伸びているが、現在は数少ない貨物輸送のみである。アルバニア側は1997年に接続を要求していたが、接続が再開されたのは2002年のことであった。今後、路線の再整備が行われれば旅客輸送が再開される見通しで注目される。

### 狭軌路線
かつて、狭軌による路線がニクシッチからトレビニェを経由し、サラエヴォ、モスタル、クロアチアのプロチェまで伸びていた。ニクシッチからこれらの区間の再建設の計画もある。

## 将来計画
2009年の決定では970万ユーロを投じて鉄道インフラの近代化が進められ、軌道の復旧に780万ユーロが、電化の推進に150万ユーロが、運行規制関連に257,000ユーロが投じられる。